# 陈邦本

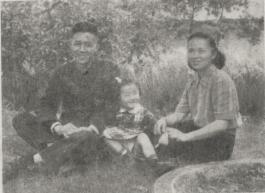
1955年的陈邦本与妻女

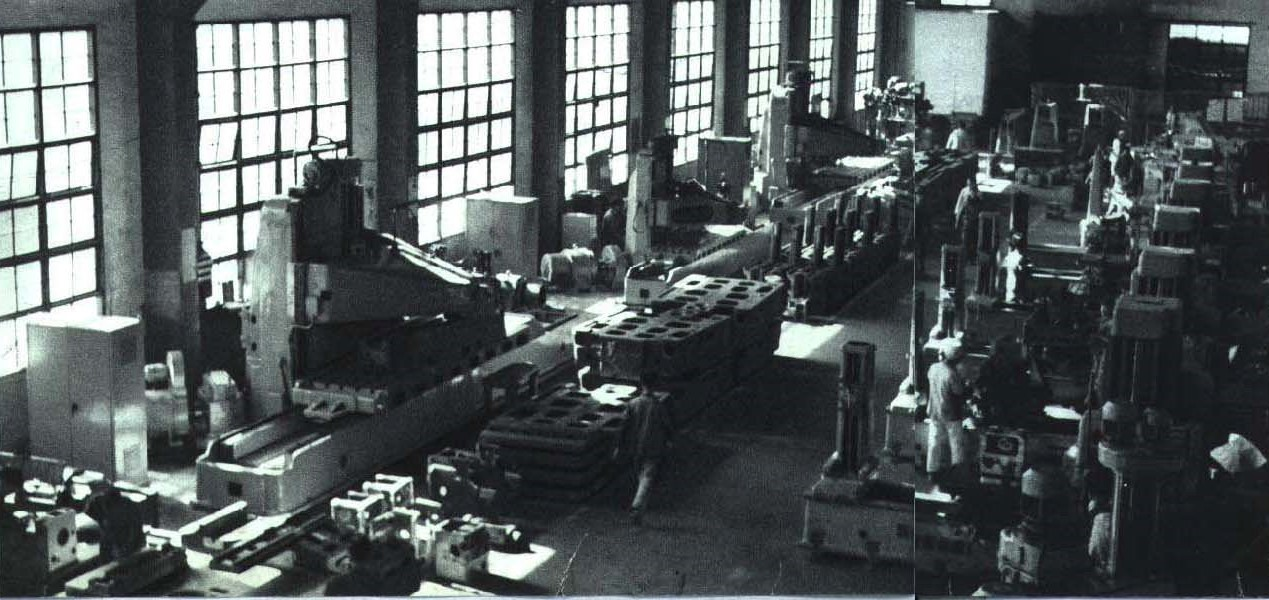
1964年的昆明机床厂坐标镗床车间

陈邦本（1916年—1968年1月6日），江苏省嘉定县人，出生于嘉定县望新，中华人民共和国人物、工程师。

## 生平
陈邦本出生于当地望族。1941年，毕业于同济大学机械系，之后在当时五十三兵工厂（1941年12月26日五十一厂与二十二厂合并成立）任职，厂内德国顾问康纳抽调他学习欧洲经营并对工厂进行管理系统改革，之后他到航空发动机厂工作。1944年春去美国深造。1948年返回中国，出任昆明五十三兵工厂工程师、主任工程师，并代理二十二厂总工程师。1950年，任云南省机械工业厅工程师。1951年7月，调至西南工业部二零三厂（后为昆明机床厂），历任总工程师、副厂长等职。
陈邦本先后试制成功6个系列59种新机床，包括1965年制造的T42100大型双柱坐标镗床、以及之后的T4263型双柱坐标镗床，分别获国家金奖和银奖。还有T68大型卧式镗床、T428型电感应单柱座标镗床、X420K平面刻模铣床、X8126万能工具铣床、T740K单面卧式金刚石镗床、Q4110长刻线机、Q403圆刻线机等，均为当时中国自主生产的首台机组。他也因此被评为云南省和昆明市劳动模范，1958年出席全国群英会，被授予“全国先进生产者”称号。曾任云南省人大代表、省人民委员会委员、云南省政协委员等职。文化大革命期间受到冲击，1968年1月6日，他在去恒温车间，触发武斗队所埋的地雷被炸身亡。

## 家族
陈邦本的父亲陈传德（1883年－1954年），字仲达，江苏嘉定人，毕业于上海复旦公学，曾任嘉定县县长、无锡县县长、复旦大学中文系教授等。其有两位兄长陈邦典、陈邦宪。陈邦本妻子是江景琦，两人早年自由恋爱并有女儿。1949年陈邦本曾一度爱上第三者，也由于夫妻双方长期分居（陈邦本在昆明机床厂、江景琦在云南省工业厅）。1953年，中华人民共和国开展贯彻婚姻法运动，陈邦本一度申请离婚。昆明市人民法院出面调查并向两人及亲友做思想工作，中共昆明市委由调其妻子到昆明机床厂，最终双方和好。